# 西华镇
西华镇，是中华人民共和国甘肃省平凉市华亭市下辖的一个乡镇级行政单位。

## 行政区划
西华镇下辖以下地区：
上亭社区、龚阳村、刘磨村、峪民村、西塬村、王寨村、青林村、什民村、阳关村、草滩村、新庄村、西华村、麻庵村和兴民村。